# Liste de derbies et de rivalités dans le football
 (mars 2025).
 (septembre 2024).
Si vous disposez d'ouvrages ou d'articles de référence ou si vous connaissez des sites web de qualité traitant du thème abordé ici, merci de compléter l'article en donnant les références utiles à sa vérifiabilité et en les liant à la section « Notes et références ».
En pratique : Quelles sources sont attendues ? Comment ajouter mes sources ?
 (septembre 2024).
La mise en forme du texte ne suit pas les recommandations de Wikipédia : il faut le « wikifier ».
Les points d'amélioration suivants sont les cas les plus fréquents. Le détail des points à revoir est peut-être précisé sur la page de discussion.
- Les titres sont pré-formatés par le logiciel. Ils ne sont ni en capitales, ni en gras.
- Le texte ne doit pas être écrit en capitales (les noms de famille non plus), ni en gras, ni en italique, ni en « petit »…
- Le gras n'est utilisé que pour surligner le titre de l'article dans l'introduction, une seule fois.
- L'italique est rarement utilisé : mots en langue étrangère, titres d'œuvres, noms de bateaux, etc.
- Les citations ne sont pas en italique mais en corps de texte normal. Elles sont entourées par des guillemets français : « et ».
- Les listes à puces sont à éviter, des paragraphes rédigés étant largement préférés. Les tableaux sont à réserver à la présentation de données structurées (résultats, etc.).
- Les appels de note de bas de page (petits chiffres en exposant, introduits par l'outil «  Source ») sont à placer entre la fin de phrase et le point final[comme ça].
- Les liens internes (vers d'autres articles de Wikipédia) sont à choisir avec parcimonie. Créez des liens vers des articles approfondissant le sujet. Les termes génériques sans rapport avec le sujet sont à éviter, ainsi que les répétitions de liens vers un même terme.
- Les liens externes sont à placer uniquement dans une section « Liens externes », à la fin de l'article. Ces liens sont à choisir avec parcimonie suivant les règles définies. Si un lien sert de source à l'article, son insertion dans le texte est à faire par les notes de bas de page.
- La présentation des références doit suivre les conventions bibliographiques. Il est recommandé d'utiliser les modèles {{Ouvrage}}, {{Chapitre}}, {{Article}}, {{Lien web}} et/ou {{Bibliographie}}. Le mode d'édition visuel peut mettre en forme automatiquement les références.
- Insérer une infobox (cadre d'informations à droite) n'est pas obligatoire pour parachever la mise en page.

Pour une aide détaillée, merci de consulter Aide:Wikification.
Si vous pensez que ces points ont été résolus, vous pouvez retirer ce bandeau et améliorer la mise en forme d'un autre article.
Cet article présente une liste non exhaustive présente des principaux derbys et rivalités notables dans le domaine du football.
On distingue trois types de rivalité dans le football : le derby, le derby régional et la rivalité. Le derby est une rencontre entre deux clubs d'une même ville, le derby régional est une opposition entre deux clubs qui sont issus d'une même région et la rivalité désigne une opposition entre clubs de régions distinctes.

## Rivalité entre clubs

### Afrique

#### Afrique du Sud
| Équipes            | Équipes | Équipes          | Rivalité                       | Référence |
| ------------------ | ------- | ---------------- | ------------------------------ | --------- |
| Orlando Pirates FC | –       | Kaizer Chiefs FC | Derby de Soweto (Soweto Derby) | [ 2 ]     |

#### Algérie
| Équipes               | Équipes | Équipes        | Rivalité                                                               | Référence         |
| --------------------- | ------- | -------------- | ---------------------------------------------------------------------- | ----------------- |
| Derby                 |         |                |                                                                        |                   |
| MC Alger              | –       | USM Alger      | Derby algérois (ديربي العاصمة)                                         | [réf. nécessaire] |
| MC Alger              | –       | CR Belouizdad  | Big Derby CRB-MCA (ديربي العاصمة)                                      | [réf. nécessaire] |
| MC Oran               | –       | ASM Oran       | Derby oranais (ديربي الوهراني)                                         | [réf. nécessaire] |
| CS Constantine        | –       | MO Constantine | Derby constantinois (ديربي القسنطيني)                                  | [réf. nécessaire] |
| Derby régional        |         |                |                                                                        |                   |
| USM Alger             | –       | JS Kabylie     | Confrontations entre la JSK et l'USMA (دربي القبائل الجزائري)          | [réf. nécessaire] |
| JS Kabylie            | –       | JSM Béjaïa     | Derby de la Kabylie                                                    | [réf. nécessaire] |
| MC Oran               | –       | USM Bel Abbès  | Derby de l’Ouest algérien (دربي الغرب الجزائري)                        | [réf. nécessaire] |
| ES Sétif              | –       | CS Constantine | Derby de l'Est algérien (دربي الشرق الجزائري)                          | [réf. nécessaire] |
| CA Bordj Bou Arreridj | –       | ES Sétif       | Derby des Haut-Plateaux (دربي الهضبة العالية)                          | [réf. nécessaire] |
| Rivalité              |         |                |                                                                        |                   |
| MC Alger              | –       | JS Kabylie     | Classico algérien (كلاسيكو جزائري)                                     | [réf. nécessaire] |
| CR Belouizdad         | –       | MC Oran        | Rivalité entre le CR Belouizdad et le MC Oran (كلاسيك جزائري)          | [réf. nécessaire] |
| MC Oran               | –       | MC Alger       | La rivalité mouloudéenne (كلاسيك جزائري)                               | [réf. nécessaire] |
| JS Kabylie            | –       | ES Sétif       | Rivalité entre l'ES Sétif et la JS Kabylie en football (كلاسيك جزائري) | [réf. nécessaire] |
| ES Sétif              | –       | MC Alger       | Rivalité entre MC Alger et ES Sétif (كلاسيك جزائري)                    | [réf. nécessaire] |

#### Égypte
| Équipes     | Équipes | Équipes    | Rivalité                       | Référence         |
| ----------- | ------- | ---------- | ------------------------------ | ----------------- |
| Al Ahly SC  | –       | Zamalek SC | Derby du Caire (ديربي القاهرة) | [ 3 ]             |
| Al Masry SC | –       | Ismaily SC | Derby du Canal de Suez         | [réf. nécessaire] |

#### Maroc
| Équipes              | Équipes | Équipes               | Rivalité                                      | Référence         |
| -------------------- | ------- | --------------------- | --------------------------------------------- | ----------------- |
| Derby                |         |                       |                                               |                   |
| Raja CA              | –       | Wydad AC              | Derby de Casablanca (ديربي الدار البيضاء)     | [réf. nécessaire] |
| AS FAR               | –       | Fath US               | Derby de Rabat (ديربي العاصمة)                | [réf. nécessaire] |
| Maghreb AS           | –       | Wydad Athletic de Fès | Derby de Fès (ديربي فاس)                      | [réf. nécessaire] |
| SC Chabab Mohammédia | –       | US Mohammédia         | Derby de Mohammédia (ديربي المحمدية)          | [réf. nécessaire] |
| Derby régional       |         |                       |                                               |                   |
| AS FAR               | –       | AS Salé               | Derby du Bouregreg (ديربي بورقراق)            | [réf. nécessaire] |
| IR Tanger            | –       | MA Tétouan            | Derby du nord (ديربي الشمال)                  | [réf. nécessaire] |
| RS Berkane           | –       | MC Oujda              | Derby de l'est (ديربي الشرق)                  | [réf. nécessaire] |
| Maghreb AS           | –       | CO Meknès             | Derby du Saïss (ديربي سايس)                   | [réf. nécessaire] |
| HUS Agadir           | –       | KAC Marrakech         | Derby du sud (ديربي الجنوب)                   | [réf. nécessaire] |
| DH El Jadida         | –       | OC Safi               | Derby de Doukkala-Abda (ديربي دكالة عبدة)     | [réf. nécessaire] |
| Rivalité             |         |                       |                                               |                   |
| Raja CA              | –       | AS FAR                | Classico marocain (الكلاسيكو المغربي)         | [réf. nécessaire] |
| Wydad AC             | –       | AS FAR                | Classico marocain (الكلاسيكو المغربي)         | [réf. nécessaire] |
| Raja CA              | –       | Maghreb AS            | Raja CA - Maghreb AS                          | [réf. nécessaire] |
| Wydad AC             | –       | Maghreb AS            | Wydad AC - Maghreb AS                         | [réf. nécessaire] |
| Maghreb AS           | –       | AS FAR                | AS FAR - Maghreb AS                           | [réf. nécessaire] |
| AS Salé              | –       | Kénitra AC            | Rivalité entre l'AS Salé et le KAC de Kénitra | [réf. nécessaire] |
| KAC Marrakech        | –       | OC Safi               | KAC Marrakech - OC Safi                       | [réf. nécessaire] |

#### République démocratique du Congo
| Équipes                  | Équipes | Équipes              | Rivalité            | Référence         |
| ------------------------ | ------- | -------------------- | ------------------- | ----------------- |
| Derby                    |         |                      |                     |                   |
| AS Vita Club             | –       | DC Motema Pembe      | Derby de Kinshasa   | [réf. nécessaire] |
| OC Renaissance du Congo  | –       | DC Motema Pembe      | Derby de Kinshasa   | [réf. nécessaire] |
| TP Mazembe               | –       | FC Saint-Éloi Lupopo | Derby de Lubumbashi | [réf. nécessaire] |
| Sa Majesté Sanga Balende | –       | AS Bantous           | Derby de Mbujimayi  | [réf. nécessaire] |
| Rivalité                 |         |                      |                     |                   |
| TP Mazembe               | –       | AS Vita Club         | Clásico congolais   | [réf. nécessaire] |
| TP Mazembe               | –       | DC Motema Pembe      | Classique congolais | [réf. nécessaire] |

#### Tunisie
| Équipes                      | Équipes | Équipes                  | Rivalité                          | Référence         |
| ---------------------------- | ------- | ------------------------ | --------------------------------- | ----------------- |
| Derby                        |         |                          |                                   |                   |
| Espérance sportive de Tunis  | –       | Club africain            | Derby tunisois (دربي تونسي)       | [réf. nécessaire] |
| Union sportive monastirienne | –       | Étoile sportive du Sahel | Derby sahélien (دربي الساحل)      | [réf. nécessaire] |
| Stade gabésien               | –       | Avenir sportif de Gabès  | Derby gabésien (قابس ديربي)       | [réf. nécessaire] |
| Rivalité                     |         |                          |                                   |                   |
| Espérance sportive de Tunis  | –       | Étoile sportive du Sahel | Classico tunisien (كلاسيكو تونسي) | [réf. nécessaire] |
| Club africain                | –       | Étoile sportive du Sahel | Classico tunisien (كلاسيكو تونسي) | [réf. nécessaire] |

### Amérique du Nord et centrale

#### Canada
| Équipes                            | Équipes | Équipes       | Rivalité                           | Référence         |
| ---------------------------------- | ------- | ------------- | ---------------------------------- | ----------------- |
| Derby en MLS                       |         |               |                                    |                   |
| CF Montréal                        | –       | Toronto FC    | CF Montréal - Toronto FC en soccer | [réf. nécessaire] |
| Derby en Première ligue canadienne |         |               |                                    |                   |
| FC Edmonton                        | –       | Cavalry FC    | Al Classico                        | [réf. nécessaire] |
| York United FC                     | –       | Forge FC      | Derby 905                          | [réf. nécessaire] |
| Ancien derby                       |         |               |                                    |                   |
| FC Edmonton                        | –       | Fury d'Ottawa | ?                                  | [réf. nécessaire] |
| FC Montréal                        | –       | Toronto FC II | Derby 401                          | [réf. nécessaire] |

#### Canada et États-Unis
| Équipes             | Équipes | Équipes                | Rivalité | Référence         |
| ------------------- | ------- | ---------------------- | -------- | ----------------- |
| Timbers de Portland | –       | Sounders de Seattle    | ?        | [réf. nécessaire] |
| Timbers de Portland | –       | Whitecaps de Vancouver | ?        | [réf. nécessaire] |
| Sounders de Seattle | –       | Whitecaps de Vancouver | ?        | [réf. nécessaire] |

#### États-Unis
| Équipes               | Équipes | Équipes                 | Rivalité                                      | Référence         |
| --------------------- | ------- | ----------------------- | --------------------------------------------- | ----------------- |
| Derby en MLS          |         |                         |                                               |                   |
| New York City FC      | –       | Red Bulls de New York   | Derby de l'Hudson (en) (Hudson River Derby)   | [réf. nécessaire] |
| Los Angeles FC        | –       | Galaxy de Los Angeles   | Le Trafic (en) (El Tráfico)                   | [réf. nécessaire] |
| Galaxy de Los Angeles | –       | Earthquakes de San José | Classique de Californie (California Classico) | [réf. nécessaire] |
| Dynamo de Houston     | –       | FC Dallas               | Derby texan (Texas Derby)                     | [réf. nécessaire] |
| D.C. United           | –       | Red Bulls de New York   | Atlantic Cup                                  | [réf. nécessaire] |
| FC Cincinnati         | –       | Crew de Columbus        | Derby Hell Is Real (en)                       | [réf. nécessaire] |
| Derby en NWSL         |         |                         |                                               |                   |
| Reign de Seattle      | –       | Thorns de Portland      | Derby de Cascadie (Cascadian Derby)           | [réf. nécessaire] |

#### Guatemala
| Équipes           | Équipes | Équipes       | Rivalité                           | Référence         |
| ----------------- | ------- | ------------- | ---------------------------------- | ----------------- |
| Comunicaciones FC | –       | CSD Municipal | Clásico Chapin (El Clásico Chapin) | [réf. nécessaire] |

#### Mexique
| Équipes        | Équipes | Équipes        | Rivalité                         | Référence         |
| -------------- | ------- | -------------- | -------------------------------- | ----------------- |
| Derby          |         |                |                                  |                   |
| Tigres UANL    | –       | CF Monterrey   | Clásico Regiomontano             | [réf. nécessaire] |
| CD Guadalajara | –       | Atlas FC       | Clásico Tapatío                  | [réf. nécessaire] |
| Pumas UNAM     | –       | Club América   | Clásico capitalino               | [réf. nécessaire] |
| CF Cruz Azul   | –       | Club América   | Clásico Joven (El Clásico Joven) | [réf. nécessaire] |
| Rivalité       |         |                |                                  |                   |
| Club América   | –       | CD Guadalajara | Clásico de clásicos              | [réf. nécessaire] |
| Tigres UANL    | –       | CF Monterrey   | Clásico Regio féminin            | [réf. nécessaire] |

### Amérique du Sud

#### Argentine
| Équipes                 | Équipes | Équipes                             | Rivalité                                                    | Référence         |
| ----------------------- | ------- | ----------------------------------- | ----------------------------------------------------------- | ----------------- |
| Boca Juniors            | –       | River Plate                         | Superclásico                                                | [réf. nécessaire] |
| Independiente           | –       | Racing                              | Clásico de Avellaneda                                       | [réf. nécessaire] |
| Estudiantes de La Plata | –       | Club de Gimnasia y Esgrima La Plata | Clásico Platense                                            | [réf. nécessaire] |
| Newell's Old Boys       | –       | CA Rosario Central                  | Classique de Rosario (en) (Clásico Rosarino)                | [réf. nécessaire] |
| San Lorenzo de Almagro  | –       | CA Huracán                          | Classique Huracàn-San Lorenzo (Clásico Huracán-San Lorenzo) | [réf. nécessaire] |

#### Bolivie
| Équipes              | Équipes | Équipes      | Rivalité | Référence         |
| -------------------- | ------- | ------------ | -------- | ----------------- |
| The Strongest La Paz | –       | Club Bolívar | Clásico  | [réf. nécessaire] |

#### Brésil
| Équipes                   | Équipes | Équipes                 | Rivalité              | Référence         |
| ------------------------- | ------- | ----------------------- | --------------------- | ----------------- |
| Club Athletico Paranaense | –       | Coritiba Foot Ball Club | Atletiba              | [réf. nécessaire] |
| Esporte Clube Bahia       | –       | Esporte Clube Vitória   | Ba-Vi                 | [réf. nécessaire] |
| Santos Futebol Clube      | –       | São Paulo Futebol Clube | San-São               | [réf. nécessaire] |
| Atlético Mineiro          | –       | Cruzeiro Esporte Clube  | Clàssico Mineiro      | [réf. nécessaire] |
| Ceará                     | –       | Fortaleza               | Clàssico-Rei          | [réf. nécessaire] |
| Flamengo                  | –       | Fluminense              | Fla-Flu               | [réf. nécessaire] |
| Flamengo                  | –       | Vasco da Gama           | Clássico dos Milhões  | [réf. nécessaire] |
| Corinthians               | –       | Palmeiras               | Derby Paulista        | [réf. nécessaire] |
| Palmeiras                 | –       | São Paulo               | Choque Rei            | [réf. nécessaire] |
| Palmeiras                 | –       | Santos                  | Clássico da Saudade   | [réf. nécessaire] |
| Grêmio                    | –       | Internacional           | Grenal                | [réf. nécessaire] |
| Fluminense                | –       | Botafogo                | Clássico Vovô         | [réf. nécessaire] |
| Vasco da Gama             | –       | Fluminense              | Clássico dos Gigantes | [réf. nécessaire] |
| Remo                      | –       | Paysandu                | Re - Pa               | [réf. nécessaire] |

#### Chili
| Équipes              | Équipes | Équipes              | Rivalité              | Référence         |
| -------------------- | ------- | -------------------- | --------------------- | ----------------- |
| Universidad de Chile | –       | Universidad Católica | Clásico universitario | [réf. nécessaire] |
| Colo-Colo            | –       | Universidad de Chile | Superclásico          | [réf. nécessaire] |

#### Colombie
| Équipes           | Équipes | Équipes                | Rivalité                                                                  | Référence         |
| ----------------- | ------- | ---------------------- | ------------------------------------------------------------------------- | ----------------- |
| Atlético Nacional | –       | Millonarios            | Superclassique du football colombien (Superclásico del Fútbol Colombiano) | [réf. nécessaire] |
| Millonarios       | –       | Independiente Santa Fe | Clásico capitalino                                                        | [réf. nécessaire] |
| Atlético Nacional | –       | Independiente Medellín | Clásico paisa                                                             | [réf. nécessaire] |
| Deportivo Cali    | –       | América de Cali        | Clásico vallecaucano                                                      | [réf. nécessaire] |

#### Équateur
| Équipes      | Équipes | Équipes   | Rivalité              | Référence         |
| ------------ | ------- | --------- | --------------------- | ----------------- |
| Barcelona SC | –       | CS Emelec | Clásico del Astillero | [réf. nécessaire] |

#### Paraguay
| Équipes       | Équipes | Équipes      | Rivalité                               | Référence         |
| ------------- | ------- | ------------ | -------------------------------------- | ----------------- |
| Cerro Porteño | –       | Club Olimpia | Clásico (Clásico del fútbol paraguayo) | [réf. nécessaire] |

#### Pérou
| Équipes      | Équipes | Équipes                   | Rivalité                       | Référence         |
| ------------ | ------- | ------------------------- | ------------------------------ | ----------------- |
| Alianza Lima | –       | Universitario de Deportes | Superclásico (El Superclásico) | [réf. nécessaire] |

#### Uruguay
| Équipes  | Équipes | Équipes | Rivalité                                                      | Référence         |
| -------- | ------- | ------- | ------------------------------------------------------------- | ----------------- |
| Nacional | –       | Peñarol | Classique du football uruguayen (Clásico del fútbol uruguayo) | [réf. nécessaire] |

### Asie

#### Arabie saoudite
| Équipes  | Équipes | Équipes    | Rivalité                                 | Référence         |
| -------- | ------- | ---------- | ---------------------------------------- | ----------------- |
| Al-Hilal | –       | Al-Ittihad | Derby d'Arabie saoudite (ديربي السعودية) | [réf. nécessaire] |

#### Chine
| Équipes                         | Équipes | Équipes                  | Rivalité                                                | Référence         |
| ------------------------------- | ------- | ------------------------ | ------------------------------------------------------- | ----------------- |
| Rivalité                        |         |                          |                                                         |                   |
| Beijing Guoan                   | –       | Shanghai Shenhua         | Beijing Guoan - Shanghai Shenhua en football (京滬大戰) | [réf. nécessaire] |
| Derby régional                  |         |                          |                                                         |                   |
| Beijing Guoan                   | –       | Beijing Renhe            | Derby de la capitale (京城德比)                         | [réf. nécessaire] |
| Beijing Institute of Technology | –       | Beijing Sport University | Derby de la capitale (京城德比)                         | [réf. nécessaire] |
| Shanghai Shenhua                | –       | Shanghai Port            | Derby de Shanghai (上海德比)                            | [réf. nécessaire] |
| Guangzhou                       | –       | Guangzhou City           | Derby de Canton (廣州打比)                              | [réf. nécessaire] |

#### Corée du Sud
| Équipes  | Équipes | Équipes                 | Rivalité               | Référence         |
| -------- | ------- | ----------------------- | ---------------------- | ----------------- |
| FC Séoul | –       | Suwon Samsung Bluewings | Super Match (슈퍼매치) | [réf. nécessaire] |

#### Inde
| Équipes     | Équipes | Équipes        | Rivalité                     | Référence         |
| ----------- | ------- | -------------- | ---------------------------- | ----------------- |
| Mohun Bagan | –       | East Bengal FC | Derby de Calcutta (কলকাতা ডাৰ্বি) | [réf. nécessaire] |

#### Indonésie
| Équipes            | Équipes | Équipes  | Rivalité        | Référence         |
| ------------------ | ------- | -------- | --------------- | ----------------- |
| Persebaya Surabaya | –       | Arema FC | Derby de Malang | [réf. nécessaire] |

#### Iran
| Équipes      | Équipes | Équipes       | Rivalité                         | Référence         |
| ------------ | ------- | ------------- | -------------------------------- | ----------------- |
| Esteghlal FC | –       | Persépolis FC | Derby de Téhéran (شهرآورد تهران) | [réf. nécessaire] |

#### Japon
| Équipes            | Équipes | Équipes             | Rivalité                            | Référence         |
| ------------------ | ------- | ------------------- | ----------------------------------- | ----------------- |
| Derby              |         |                     |                                     |                   |
| Cerezo Osaka       | –       | Gamba Osaka         | Derby d'Osaka (大阪ダービー)        | [réf. nécessaire] |
| RB Omiya Ardija    | –       | Urawa Red Diamonds  | Derby de Saitama (さいたまダービー) | [réf. nécessaire] |
| Yokohama FC        | –       | Yokohama F. Marinos | Derby de Yokohama                   | [réf. nécessaire] |
| FC Tokyo           | –       | Tokyo Verdy         | Derby de Tokyo (東京ダービー)       | [réf. nécessaire] |
| Derby régional     |         |                     |                                     |                   |
| Kawasaki Frontale  | –       | Yokohama F. Marinos | Derby de Kanagawa (神奈川ダービー)  | [réf. nécessaire] |
| Shimizu S-Pulse    | –       | Júbilo Iwata        | Derby de Shizuoka (静岡ダービー)    | [réf. nécessaire] |
| Rivalité           |         |                     |                                     |                   |
| Urawa Red Diamonds | –       | Gamba Osaka         | Urawa Red Diamonds – Gamba Osaka    | [réf. nécessaire] |

### Europe

#### Allemagne
| Équipes                      | Équipes | Équipes                  | Rivalité                                                      | Référence         |
| ---------------------------- | ------- | ------------------------ | ------------------------------------------------------------- | ----------------- |
| Derby                        |         |                          |                                                               |                   |
| Bayern Munich                | –       | Munich 1860              | Derby de Munich (Münchner Stadtderby)                         | [réf. nécessaire] |
| Hertha BSC                   | –       | 1. FC Union Berlin       | Derby de Berlin (Berliner Stadtderby)                         | [réf. nécessaire] |
| Hambourg SV                  | –       | FC St. Pauli             | Derby de Hambourg (Hamburger Stadtderby)                      | [réf. nécessaire] |
| Derby régional               |         |                          |                                                               |                   |
| Borussia Dortmund            | –       | Schalke 04               | Derby de la Ruhr (Revierderby)                                | [réf. nécessaire] |
| SpVgg Greuther Fürth         | –       | 1. FC Nuremberg          | Derby franconien (Frankenderby)                               | [réf. nécessaire] |
| Bayern Munich                | –       | 1. FC Nuremberg          | Bayern Munich – FC Nuremberg en football                      | [réf. nécessaire] |
| 1. FC Cologne                | –       | Borussia Mönchengladbach | Derby de Rhénanie (Rheinland Derby)                           | [réf. nécessaire] |
| Rivalité                     |         |                          |                                                               |                   |
| Werder Brême                 | –       | Hambourg SV              | Nordderby                                                     | [réf. nécessaire] |
| Borussia Dortmund            | –       | Bayern Munich            | Borussia Dortmund – Bayern Munich en football (Der Klassiker) | [réf. nécessaire] |
| Rivalité en football féminin |         |                          |                                                               |                   |
| Eintracht Francfort          | –       | Turbine Potsdam          | Klassiker féminin                                             | [réf. nécessaire] |

#### Angleterre
| Derby                        | Derby | Derby                   | Derby                                                |
| ---------------------------- | ----- | ----------------------- | ---------------------------------------------------- |
| Aston Villa                  | –     | Birmingham City         | Second City derby (Derby de la deuxième ville)       |
| West Ham United              | –     | Millwall                | East London derby (Derby de l'est de Londres)        |
| Arsenal                      | –     | Tottenham               | North London derby (Derby du nord de Londres)        |
| Liverpool                    | –     | Everton                 | Merseyside derby (Derby des rives de la Mersey)      |
| Manchester United            | –     | Manchester City         | Manchester derby (Derby de Manchester)               |
| Sheffield United             | –     | Sheffield Wednesday     | Steel City derby (Derby de la ville de l'acier)      |
| Bristol City                 | –     | Bristol Rovers          | Bristol derby (Derby de Bristol)                     |
| Stoke City                   | –     | Port Vale               | Potteries derby (Derby des poteries)                 |
| Nottingham Forest            | –     | Notts County            | Nottingham derby (Derby de Nottingham)               |
| Arsenal                      | –     | Chelsea                 | Arsenal – Chelsea                                    |
| Chelsea                      | –     | Fulham                  | West London derby (Derby de l'ouest de Londres)      |
| Derby régional               |       |                         |                                                      |
| Newcastle United             | –     | Sunderland              | Tyne-Wear derby (Derby du Tyne and Wear)             |
| Ipswich Town                 | –     | Norwich City            | East Anglian derby (Derby de l'Est-Anglie)           |
| Portsmouth                   | –     | Southampton             | South Coast derby (Derby de la Côte Sud)             |
| Blackburn Rovers             | –     | Burnley                 | East Lancashire derby (Derby de l'est du Lancashire) |
| West Bromwich Albion         | –     | Wolverhampton Wanderers | Black Country derby (Derby du Pays noir)             |
| Rivalité                     |       |                         |                                                      |
| Arsenal                      | –     | Manchester United       | Arsenal – Manchester United                          |
| Chelsea                      | –     | Leeds United            | Chelsea – Leeds United                               |
| Leeds United                 | –     | Manchester United       | The Roses rivalry (Derby des Deux-Roses)             |
| Liverpool                    | –     | Manchester United       | North West derby (le classique)                      |
| Liverpool                    | –     | Manchester City         | Liverpool - Manchester City (en)                     |
| Rivalité en football féminin |       |                         |                                                      |
| Arsenal                      | –     | Chelsea                 | Arsenal – Chelsea                                    |

#### Autriche
| Équipes              | Équipes | Équipes            | Rivalité                              | Référence         |
| -------------------- | ------- | ------------------ | ------------------------------------- | ----------------- |
| Austria Vienne       | –       | Rapid Vienne       | Derby de Vienne (Wiener Derby)        | [réf. nécessaire] |
| First Vienna FC 1894 | –       | Wiener Sport-Club  | Derby de l'amour (Dörbi of Love)      | [réf. nécessaire] |
| SK Sturm Graz        | –       | Grazer AK          | Derby grazois (Grazer Derby)          | [réf. nécessaire] |
| LASK                 | –       | FC Blau-Weiß Linz  | Derby de Linz (Linzer derby)          | [réf. nécessaire] |
| SV Austria Salzbourg | –       | Red Bull Salzbourg | Derby de Salzbourg (Salzburger Derby) | [réf. nécessaire] |

#### Belgique
| Équipes                     | Équipes | Équipes            | Rivalité                                                      | Référence         |
| --------------------------- | ------- | ------------------ | ------------------------------------------------------------- | ----------------- |
| Derby                       |         |                    |                                                               |                   |
| Cercle Bruges               | –       | Club Bruges KV     | Derby de Bruges (De Brugse derby)                             | [réf. nécessaire] |
| Standard de Liège           | –       | RFC Liège          | Derby de Liège                                                | [réf. nécessaire] |
| Royal Antwerp FC            | –       | K Beerschot VA     | Derby d'Anvers                                                | [réf. nécessaire] |
| Royale Union saint-gilloise | –       | RWD Molenbeek      | Derby de la Zwanze                                            | [réf. nécessaire] |
| RWD Molenbeek               | –       | RSC Anderlecht     | Derby de Bruxelles                                            | [réf. nécessaire] |
| Derby régional              |         |                    |                                                               |                   |
| Standard de Liège           | –       | Royal Charleroi SC | Royal Charleroi Sporting Club - Standard de Liège en football | [réf. nécessaire] |
| Royal Excel Mouscron        | –       | Royal Charleroi SC | Derby du Hainaut                                              | [réf. nécessaire] |
| KAA La Gantoise             | –       | Club Bruges KV     | Bataille des Flandres (De Slag om Vlaanderen)                 | [réf. nécessaire] |
| KRC Genk                    | –       | K Saint-Trond VV   | Derby limbourgeois (De Limburgse Derby)                       | [réf. nécessaire] |
| KV Courtrai                 | –       | SV Zulte Waregem   | Vlasico                                                       | [réf. nécessaire] |
| Rivalité                    |         |                    |                                                               |                   |
| RSC Anderlecht              | –       | Standard de Liège  | RSC Anderlecht - Standard de Liège en football                | [réf. nécessaire] |
| Standard de Liège           | –       | Club Bruges KV     | Club Bruges KV - Standard de Liège en football                | [réf. nécessaire] |
| RSC Anderlecht              | –       | Club Bruges KV     | RSC Anderlecht - Club Bruges KV en football                   | [réf. nécessaire] |

#### Bosnie-Herzégovine
| Équipes     | Équipes | Équipes                 | Rivalité                             | Référence         |
| ----------- | ------- | ----------------------- | ------------------------------------ | ----------------- |
| FK Sarajevo | –       | FK Željezničar Sarajevo | Derby de Sarajevo (Сарајевски дерби) | [réf. nécessaire] |

#### Bulgarie
| Équipes       | Équipes | Équipes           | Rivalité                                                     | Référence         |
| ------------- | ------- | ----------------- | ------------------------------------------------------------ | ----------------- |
| CSKA Sofia    | –       | Levski Sofia      | Derby éternel (Вечното дерби)                                | [réf. nécessaire] |
| Levski Sofia  | –       | Slavia Sofia      | Vieux derby de la capitale (en) (Най-старото столично дерби) | [réf. nécessaire] |
| Botev Plovdiv | –       | Lokomotiv Plovdiv | Derby de Plovdiv (en) (Пловдивско дерби)                     | [réf. nécessaire] |

#### Croatie
| Équipes      | Équipes | Équipes       | Rivalité                     | Référence |
| ------------ | ------- | ------------- | ---------------------------- | --------- |
| Hajduk Split | –       | Dinamo Zagreb | Derby éternel (Vječni derbi) | ,         |

#### Danemark
| Équipes       | Équipes | Équipes    | Rivalité                       | Référence         |
| ------------- | ------- | ---------- | ------------------------------ | ----------------- |
| FC Copenhague | –       | Brøndby IF | New Firm (Slaget om København) | [réf. nécessaire] |

#### Écosse
| Équipes   | Équipes | Équipes             | Rivalité                            | Référence         |
| --------- | ------- | ------------------- | ----------------------------------- | ----------------- |
| Celtic    | –       | Rangers             | Old Firm                            | [réf. nécessaire] |
| Hibernian | –       | Heart of Midlothian | Derby d'Édimbourg (Edinburgh derby) | [réf. nécessaire] |
| Dundee FC | –       | Dundee United       | Derby de Dundee (Dundee derby)      | [réf. nécessaire] |

#### Espagne
| Équipes                      | Équipes | Équipes              | Rivalité                                   | Référence         |
| ---------------------------- | ------- | -------------------- | ------------------------------------------ | ----------------- |
| Derby                        |         |                      |                                            |                   |
| Atlético Madrid              | –       | Real Madrid          | Derby madrilène (Derbi madrileño)          | [réf. nécessaire] |
| FC Barcelone                 | –       | Espanyol Barcelone   | Derby barcelonais (Derbi barcelonés)       | [réf. nécessaire] |
| Betis Séville                | –       | Sevilla FC           | Derby sévillan (Derbi sevillano)           | [réf. nécessaire] |
| Levante UD                   | –       | Valencia CF          | Derby valencien (en) (Derbi del Turia)     | [réf. nécessaire] |
| Derby régional               |         |                      |                                            |                   |
| Athletic Club                | –       | Real Sociedad        | Derby basque (Derbi vasco)                 | [réf. nécessaire] |
| Celta de Vigo                | –       | Deportivo La Corogne | Derby de la Galice (O Noso Derbi)          | [réf. nécessaire] |
| CD Tenerife                  | –       | UD Las Palmas        | Derby des îles Canaries (Derbi canario)    | [réf. nécessaire] |
| Rivalité                     |         |                      |                                            |                   |
| FC Barcelone                 | –       | Real Madrid          | Clásico                                    | [réf. nécessaire] |
| Athletic Club                | –       | Real Madrid          | Le Vieux Classique (en) (El Viejo Clásico) | [réf. nécessaire] |
| Rivalité en football féminin |         |                      |                                            |                   |
| FC Barcelone                 | –       | Real Madrid          | Clásico féminin                            | [réf. nécessaire] |

#### France
| Derby des villes             | Derby des villes | Derby des villes       | Derby des villes                                      |
| ---------------------------- | ---------------- | ---------------------- | ----------------------------------------------------- |
| Paris Saint-Germain          | –                | Red Star               | Derby parisien                                        |
| Paris FC                     | –                | Paris Saint-Germain    | Derby parisien                                        |
| Paris FC                     | –                | Red Star               | Derby parisien                                        |
| AC Ajaccio                   | –                | Gazélec Ajaccio        | Derby d'Ajaccio                                       |
| FC Rouen                     | –                | US Quevilly            | Derby rouennais                                       |
| Derby régional               |                  |                        |                                                       |
| Stade Rennais                | –                | FC Nantes              | Derby breton                                          |
| Stade Lavallois              | –                | Angers Sco             | Derby de l’ouest                                      |
| Stade Brestois               | –                | EA Guingamp            | Derby Bretagne-Nord                                   |
| SM Caen                      | –                | Le Havre AC            | Derby normand                                         |
| Le Havre AC                  | –                | FC Rouen               | Derby haut-normand                                    |
| Lille OSC                    | –                | RC Lens                | Derby du Nord                                         |
| Lille OSC                    | –                | USL Dunkerque          | Derby des Flandres                                    |
| Stade de Reims               | –                | CS Sedan-Ardennes      | Derby de Champagne-Ardennes                           |
| ES Troyes AC                 | –                | Stade de Reims         | Derby champenois                                      |
| FC Metz                      | –                | AS Nancy-Lorraine      | Derby lorrain                                         |
| RC Strasbourg                | –                | FC Metz                | Derby d'Alsace-Lorraine                               |
| AJ Auxerre                   | –                | Dijon FCO              | Derby de Bourgogne                                    |
| Dijon FCO                    | –                | FC Sochaux Montbéliard | Derby de Bourgogne-Franche Comté                      |
| Grenoble Foot                | –                | FC Annecy              | Derby des Alpes                                       |
| Olympique Lyonnais           | –                | AS Saint-Étienne       | Derby rhônalpin                                       |
| Montpellier HSC              | –                | Nîmes Olympique        | Derby du Languedoc                                    |
| SC Bastia                    | –                | AC Ajaccio             | Derby corse                                           |
| AS Monaco                    | –                | OGC Nice               | Derby de la Côte d'Azur                               |
| AS Cannes                    | –                | OGC Nice               | Derby de la Côte d'Azur ou Derby des Alpes-Maritimes, |
| Sporting Club de Toulon      | –                | Olympique de Marseille | Le Derby provençal,                                   |
| OGC Nice                     | –                | Olympique de Marseille | Le Classique du Sud                                   |
| Rivalité National            |                  |                        |                                                       |
| Paris Saint-Germain          | –                | Olympique de Marseille | Le Classique                                          |
| Olympique Lyonnais           | –                | Olympique de Marseille | Olympico                                              |
| Olympique de Marseille       | –                | Girondins de Bordeaux  | Le Vieux Classique                                    |
| Girondins de Bordeaux        | –                | Toulouse FC            | Derby de la Garonne                                   |
| FC Nantes                    | –                | Girondins de Bordeaux  | Derby de l'Atlantique                                 |
| FC Nantes                    | –                | Toulouse FC            | Toulouse FC - FC Nantes                               |
| Olympique de Marseille       | –                | AS Saint-Étienne       | Olympique de Marseille - AS Saint-Étienne             |
| OGC Nice                     | –                | SC Bastia              | Derby de la Méditerranée                              |
| Rivalité en football féminin |                  |                        |                                                       |
| Paris Saint-Germain          | –                | Olympique Lyonnais     | Le Classique féminin                                  |

#### Grèce
| Équipes     | Équipes | Équipes        | Rivalité                                                   | Référence         |
| ----------- | ------- | -------------- | ---------------------------------------------------------- | ----------------- |
| Derby       |         |                |                                                            |                   |
| Olympiakós  | –       | Panathinaïkós  | Derby des éternels ennemis (Ντέρμπι των αιωνίων αντιπάλων) | [réf. nécessaire] |
| AEK Athènes | –       | Olympiakós     | AEK Athènes – Olympiakós en football                       | [réf. nécessaire] |
| AEK Athènes | –       | Panathinaïkós  | Derby d'Athènes                                            | [réf. nécessaire] |
| Rivalité    |         |                |                                                            |                   |
| Olympiakós  | –       | PAOK Salonique | Olympiakós – PAOK Salonique en football                    | [réf. nécessaire] |

#### Hongrie
| Équipes        | Équipes | Équipes   | Rivalité          | Référence         |
| -------------- | ------- | --------- | ----------------- | ----------------- |
| Ferencváros TC | –       | Újpest FC | Derby de Budapest | [réf. nécessaire] |

#### Irlande
| Équipes                   | Équipes | Équipes         | Rivalité        | Référence         |
| ------------------------- | ------- | --------------- | --------------- | ----------------- |
| Bohemian FC               | –       | Shamrock Rovers | Derby de Dublin | [réf. nécessaire] |
| St. Patrick's Athletic FC | –       | Shamrock Rovers | Luas derby      | [réf. nécessaire] |
| Dundalk FC                | –       | Shamrock Rovers | ?               | [ 16 ]            |

#### Irlande du Nord
| Équipes      | Équipes | Équipes     | Rivalité         | Référence         |
| ------------ | ------- | ----------- | ---------------- | ----------------- |
| Glentoran FC | –       | Linfield FC | Derby de Belfast | [réf. nécessaire] |

#### Italie
| Derby          | Derby | Derby           | Derby                                      |
| -------------- | ----- | --------------- | ------------------------------------------ |
| Lazio Rome     | –     | AS Rome         | Derby di Roma (Derby de Rome)              |
| Chievo Vérone  | –     | Hellas Vérone   | Derby di Verona (Derby de Vérone)          |
| AC Milan       | –     | Inter Milan     | Derby della Madonnina (Derby de la Madone) |
| Genoa          | –     | Sampdoria Gênes | Derby della Lanterna (Derby du phare)      |
| Juventus FC    | –     | Torino          | Derby della Mole (Derby de la Mole)        |
| Derby régional |       |                 |                                            |
| Catane         | –     | US Palerme      | Derby di Sicilia (Derby sicilien)          |
| Parme Calcio   | –     | Bologne FC      | Derby Dell'Emilia (Derby d'Émilie)         |
| Rivalité       |       |                 |                                            |
| Juventus FC    | –     | Inter Milan     | Derby d'Italia (Derby d'Italie)            |
| AS Rome        | –     | AC Milan        | Choc des capitales                         |
| AS Rome        | –     | SSC Naples      | Derby del Sole (Derby du Soleil)           |
| Juventus FC    | –     | AC Milan        | Juventus Turin – Milan AC                  |
| AS Rome        | –     | Juventus FC     | AS Rome – Juventus Turin                   |

#### Pays-Bas
| Derby               | Derby | Derby               | Derby                        |
| ------------------- | ----- | ------------------- | ---------------------------- |
| Feyenoord Rotterdam | –     | Sparta Rotterdam    | Derby de Rotterdam           |
| Rivalité            |       |                     |                              |
| Ajax Amsterdam      | –     | Feyenoord Rotterdam | De Klassieker (Le Classique) |
| Ajax Amsterdam      | –     | PSV Eindhoven       | De Topper                    |

#### Pologne
| Derby          | Derby | Derby            | Derby                                              |
| -------------- | ----- | ---------------- | -------------------------------------------------- |
| Lech Poznań    | –     | Warta Poznań     | Derby Poznania (pl) (Derby de Poznań)              |
| ŁKS            | –     | Widzew Łódź      | Derby Łodzi (pl) (Derby de Łódź)                   |
| Legia Varsovie | –     | Polonia Varsovie | Derby Warszawy (pl) (Derby de Varsovie)            |
| Cracovia       | –     | Wisła Cracovie   | Święta Wojna (en) (La Guerre sainte)               |
| Derby régional |       |                  |                                                    |
| Górnik Zabrze  | –     | Ruch Chorzów     | Wielkie Derby Śląska (pl) (Grand derby de Silésie) |
| Arka Gdynia    | –     | Lechia Gdańsk    | Derby Trójmiasta (en) (Derby de la Tricité)        |
| Rivalité       |       |                  |                                                    |
| Legia Varsovie | –     | Lech Poznań      | Derby de Pologne                                   |
| Legia Varsovie | –     | Widzew Łódź,     | Derby de Pologne                                   |
| Legia Varsovie | –     | Wisła Cracovie,  | Derby de Pologne                                   |

#### Portugal
| Derby       | Derby | Derby       | Derby                                  |
| ----------- | ----- | ----------- | -------------------------------------- |
| SL Benfica  | –     | Sporting CP | Derby de Lisboa (Derby de Lisbonne)    |
| FC Porto    | –     | Boavista FC | O Derby da Invicta (Derby de Porto)    |
| SC Braga    | –     | Vitória SC  | O Derby do Minho (Derby du Minho)      |
| CD Nacional | –     | CS Marítimo | O Derby da Madeira (Derby de Madère)   |
| Rivalité    |       |             |                                        |
| SL Benfica  | –     | FC Porto    | O Clássico (Le Classique)              |
| FC Porto    | –     | Sporting CP | Dragões - Leões (Dragons contre Lions) |

#### République tchèque
| Équipes       | Équipes | Équipes       | Rivalité                        | Référence         |
| ------------- | ------- | ------------- | ------------------------------- | ----------------- |
| Slavia Prague | –       | Sparta Prague | Derby de Prague (Pražské derby) | [réf. nécessaire] |

#### Roumanie
| Équipes         | Équipes | Équipes | Rivalité                     | Référence |
| --------------- | ------- | ------- | ---------------------------- | --------- |
| Dinamo Bucarest | –       | FCSB    | Marele derby (Eternul Derbi) | ,         |

#### Russie
| Derby                    | Derby | Derby                    | Derby                                                                             |
| ------------------------ | ----- | ------------------------ | --------------------------------------------------------------------------------- |
| CSKA Moscou              | –     | Spartak Moscou           | Главное московское дерби (Principal derby de Moscou)                              |
| Dynamo Moscou            | –     | Spartak Moscou           | Старейшее российское дерби (en) (Plus vieux derby de Russie)                      |
| FK Rostov                | –     | SKA Rostov               | Ростовское дерби (ru) (Derby de Rostov)                                           |
| Dinamo Saint-Pétersbourg | –     | Zénith Saint-Pétersbourg | Ленинградское дерби (ru) (Derby de Léningrad),                                    |
| Rivalité                 |       |                          |                                                                                   |
| CSKA Moscou              | –     | Zénith Saint-Pétersbourg | Rivalité entre Moscou et Saint-Pétersbourg (Spartak – Zénith, CSKA - Zénith (ru)) |
| Spartak Moscou           | –     | Zénith Saint-Pétersbourg | Rivalité entre Moscou et Saint-Pétersbourg (Spartak – Zénith, CSKA - Zénith (ru)) |

#### Serbie
| Équipes                  | Équipes | Équipes           | Rivalité                     | Référence |
| ------------------------ | ------- | ----------------- | ---------------------------- | --------- |
| Étoile rouge de Belgrade | –       | Partizan Belgrade | Derby éternel (Večiti Derbi) | ,         |

#### Suisse et Liechtenstein
| Derby                | Derby | Derby                | Derby               |
| -------------------- | ----- | -------------------- | ------------------- |
| FC Zürich            | –     | GC Zürich            | Stadtderby Zurich   |
| Lausanne-Sport       | –     | Stade Lausanne Ouchy | Derby lausannois    |
| Derby régional       |       |                      |                     |
| FC Sion              | –     | Servette FC          | Derby du Rhône      |
| Lausanne-Sport       | –     | Servette FC          | Derby Lémanique     |
| Lausanne-Sport       | –     | Yverdon-Sport        | Match des vaudois   |
| FC Lugano            | –     | AC Bellinzona        | Derby del Ticino    |
| Young Boys           | –     | FC Thun              | Bernerderby         |
| FC St-Gallen         | –     | FC Winterthur        | Ostschweizerderby   |
| NE Xamax             | –     | Yverdon-Sport        | Derby du lac        |
| FC Aarau             | –     | FC Baden             | Aargauerderby       |
| FC St-Gallen         | –     | FC Wil               | Sanktgallerderby    |
| FC Vaduz             | –     | FC Balzers           | Liechtenstein derby |
| Servette FC          | –     | Yverdon-Sport        | Derby romand        |
| Stade Lausanne Ouchy | –     | Yverdon-Sport        | Derby romand        |
| Rivalité             |       |                      |                     |
| FC Bâle              | –     | Young Boys           | Le Choc             |
| FC Bâle              | –     | FC Zürich            | der Klassiker       |
| FC St-Gallen         | –     | FC Luzern            |                     |
| NE Xamax             | –     | Stade nyonnais       |                     |
| FC Winterthur        | –     | FC Schaffhausen      |                     |

#### Turquie
| Derby           | Derby | Derby          | Derby                                                      |
| --------------- | ----- | -------------- | ---------------------------------------------------------- |
| Beşiktaş        | –     | Fenerbahçe     | Beşiktaş-Fenerbahçe derbisi (Derby Beşiktaş-Fenerbahçe),   |
| Beşiktaş        | –     | Galatasaray    | Beşiktaş-Galatasaray derbisi (Derby Beşiktaş-Galatasaray), |
| Fenerbahçe      | –     | Galatasaray    | Kıtalararası Derbi (Derby intercontinental),               |
| MKE Ankaragücü  | –     | Gençlerbirliği | Ankara derbisi (Derby de Ankara)                           |
| Trabzonspor     | –     | Samsunspor     | Karadeniz Derbisi (Derby de la Mer Noire)                  |
| Göztepe         | –     | Karşıyaka      | İzmir derbisi (Derby de İzmir)                             |
| Adana Demirspor | –     | Adanaspor      | Adana derbisi (Derby de Adana)                             |
| Alanyaspor      | –     | Antalyaspor    | Antalya derbisi (Derby de Antalya)                         |
| Kocaelispor     | –     | Sakarya spor   | Marmara Derbisi (Derby de Marmara)                         |
| Kayserispor     | –     | Sivasspor      | Iç Anadolu derbisi (Derby d'Anatolie centrale)             |
| Fenerbahçe      | –     | Trabzonspor    | Trabzon Fener derbisi (Derby de Trabzon et Fener )         |

#### Ukraine
| Équipes          | Équipes | Équipes     | Rivalité                                   | Référence         |
| ---------------- | ------- | ----------- | ------------------------------------------ | ----------------- |
| Chakhtar Donetsk | –       | Dynamo Kiev | Dynamo Kiev - Chakhtar Donetsk en football | [réf. nécessaire] |

## Rivalité entre sélections nationales

### Afrique
- Afrique du Sud contre Zambie[42] - rivalité d'Afrique australe. Les deux équipes ont remporté la Coupe d'Afrique à une reprise. Sur le plan international, l'Afrique du Sud est devant avec trois participations à la Coupe du monde conte 0 pour les Zambiens.
- Algérie contre Égypte  - derby d'Afrique du Nord. l'Égypte est la nation la plus titré du continent africain avec 7 titres contre deux pour les algériens. Sur le plan international, l'Égypte a deux participations à la Coupe du monde contre un certain nombre pour les Fennecs qui ont atteint les 8es de finale en 2014.
- Algérie contre Tunisie - derby entre deux pays frontaliers d'Afrique du Nord. l'Algérie a 2 CAN contre une pour les aigles de Carthage. Les deux équipes ont un nombre de participations record à la Coupe du monde mais les Tunisiens ne sont jamais réussir à passer le premier tour contrairement aux  Fennecs.
- Algérie contre Maroc - <<Superderby Maghrébins>> ou <<Les Frères Ennemies Maghrébins>> deux pays frontaliers d'Afrique du nord. l'Algérie a deux coupes d'Afrique contre une pour les marocains qui ont réussir a atteindre les demi finales de la Coupe du monde en 2022.
- Burkina Faso contre Côte d'Ivoire[43] - deux pays frontaliers. Les Burkinabé n'ont jamais battu les ivoiriens en match officiel. Ils n'ont jamais remporté la CAN contrairement à trois titres pour les Éléphants.
- Cameroun contre Côte d'Ivoire - derby entre deux mastodontes du football africain. Les deux équipes ont connu des matchs spectaculaires avec des joueurs qui ont marqué l'histoire. Avantage aux Lions indomptables avec 5 Coupe d'Afrique et 13 participations à la Coupe du Monde.
- Cameroun contre Égypte[44],[45] - les deux nations les plus titrés du continent africain. L'Égypte est le recordman de titres en Coupe d'Afrique tandis que le  Cameroun détient le record de participations pour un pays africain à la Coupe du monde.
- Cameroun contre Nigeria - deux pays frontaliers. Le Cameroun remporta ses trois premiers coupes d'Afrique contre les Super Eagles dont un chez les nigérians en 2000. Le Cameroun est parvenu a atteindre les quarts de finale de la CDM en 1990 tandis que le Nigeria est passe régulièrement les poules. Les deux équipes ont remporté la médaille d'or aux Jeux Olympiques.
- Comores contre Madagascar - derby de l'océan indien. Ils comptent chacun une participation à la Coupe d'Afrique.
- Ghana contre Côte d'Ivoire[46] - derby ouest africain. Le Ghana compte 4 victoires à la CAN compte un de moins pour la Côte d'Ivoire. Les Éléphants ont remporté les deux premiers titres contre les Black Stars.
- Ghana contre Égypte[47],[48] - deux mastodontes du football africain. Les ghanéens ont atteint les quarts de finale de la CDM en 2010 contrairement aux Égyptiens qui n'ont jamais passer les poules. Les Pharaons ont remporté la finale de la CAN 2010 contre les Black Stars.
- Ghana contre Nigeria - le plus grand derby du continent africain en dehors même du sport entre deux pays anglophones. Le Nigeria compte 3 coupes d'Afrique contre 4 pour le Ghana. Les deux nations ont fêté les défaites de leurs rivaux en finale le Nigeria pour le Ghana en 2015 et le Ghana pour le Nigeria en 2024.
- Ghana contre RD Congo[49] - deux nations fortes du football africain dans les années 70. Les léopards ont remporté les deux Coupe d'Afrique pendant cette décennie.
- RD Congo contre Congo -<<Le Grand Derby Congolais ou Le Derby du Fleuve>>
- Maroc contre Égypte
- Maroc contre Tunisie
- RD Congo contre Rwanda[50] - derby d'Afrique centrale. Avantage RDC d'un point de vue sportif.
- Sénégal contre Cameroun - derby entre les Lions de la Teranga et les lions indomptables. Les Camerounais ont battu les Sénégalais en finale de la CAN 2002.
- Sénégal contre Côte d'Ivoire - derby ouest africain. Le Sénégal a remporté la Coupe à une reprise. Les Sénégalais n'ont jamais battu les ivoiriens en match officiel.
- Sénégal contre Mali - derby ouest africain.
- Mali contre Côte d’Ivoire - derby ouest africain.
- Mali contre Tunisie
- Tunisie contre Égypte

### Amériques
- Argentine contre Brésil - La rencontre de 1990 est surnommée « Le scandale de la bouteille d'eau »[51]
- Argentine contre Chili[52],[53] - l'équipe nationale du Chili remporta ses deux coupes continentales contre l'Albiceleste
- Argentine contre Pérou - les rencontres entre les deux équipes ont connu pas mal d'émotions au fil des années : de la tragédie de 1964 en passant par la lourde défaite des Péruviens lors du Mondial 78 contre l'Albiceleste 6-0, match soupçonné d'être truqué.
- Argentine contre Uruguay[54] - C'est l'affiche de la première finale de la Coupe du monde en 1930 remporté par les Uruguayens à domicile. Les deux équipes sont les plus titrés de la Copa America avec 15 titres chacun.
- Brésil contre Uruguay[55],[56] - deux mastondotes d'Amérique du Sud. Sur le plan continental, l'Uruguay domine avec 15 Copa America contre 9 pour les Brésiliens. Sur le plan international, le Brésil a cinq coupes du monde contre deux pour la Céleste.
- Canada contre Honduras[57]
- Colombie contre Venezuela - une vieille rivalité d'Amérique latine, la Colombie a remporté la Copa America une fois contre zéro pour le Venezuela.
- Costa Rica contre États-Unis[58],[59],[60],[61],[62]
- Costa Rica contre Honduras
- États-Unis contre Canada (masculin)
- États-Unis contre Canada (féminin)
- Guadeloupe contre Martinique
- Haïti contre Jamaïque[63],[64]
- Jamaïque contre Trinité-et-Tobago[65]
- Mexique contre Costa Rica
- Mexique contre États-Unis[51]
- Chili contre Pérou  - l'une des rivalités les plus intenses d'Amérique du Sud. Les deux ont à leur palmarès deux Coupes continentales chacune.
- Équateur contre Pérou - une autre vieille rivalité du continent, deux victoires pour le Pérou en coupe continentale contre zéro pour l'Équateur.
- Salvador contre Honduras[51]
- Chili contre  Bolivie - rivalité dépassant le cadre du sport, deux victoires pour le Chili en coupe continentale contre une pour les Boliviens.
- Pérou  contre Bolivie - comme avec le Chili les deux nations entretiennent une forte rivalité.

### Asie et Océanie
- Arabie Saoudite contre Émirats Arabes Unis[66]
- Australie contre Japon[67],[68],[69],[70]
- Australie contre Nouvelle-Zélande - trans-Tasman derby/trans-Tasman rivalry[71],[72],[73]
- Chine contre Corée du Sud[74]
- Chine contre Hong Kong[75]
- Chine contre Japon[76]
- Corée du Nord contre Corée du Sud[77],[78]
- Corée du Nord contre Japon[79],[80],[81]
- Corée du Sud contre Japon - Haniljeon (en coréen : Le match contre le Japon)[51]
- Inde contre Pakistan[82],[83]
- Indonésie contre Malaisie[75],[84]
- Irak contre Iran[85]
- Irak contre Koweït[86]
- Iran contre Arabie Saoudite[51]
- Iran contre Corée du Sud[87],[88]
- Philippines contre Indonésie[89]
- Philippines contre Malaisie[90]
- Qatar contre Émirats arabes unis
- Singapour contre Malaisie - Causeway derby/Causeway rivalry[90],[91],[92],[93]
- Viêt Nam contre Thaïlande[75]

### Europe
- Albanie contre Grèce
- Albanie contre Serbie
- Allemagne contre Italie
- Allemagne contre Pays-Bas - La rencontre de l'Euro 1992 est surnommée « L'incident du papier toilette »[51]
- Angleterre contre Allemagne
- Angleterre contre Écosse - Old ennemies[51] (Les vieux ennemis)
- Angleterre contre Irlande[94]
- Angleterre contre Pays de Galles[95]
- Arménie contre Azerbaïdjan[96],[97]
- Arménie contre Turquie[98]
- Autriche contre Hongrie - Kaiserderby ou Császar derbi (en allemand et en hongrois : « Le Derby de l'Empereur »)[99],[100],[101]
- Belgique contre France[102],[103]
- Belgique contre Pays-Bas (Derby des plats-pays)
- Croatie contre Bosnie-Herzégovine
- Croatie contre Serbie[51]
- Croatie contre Turquie[95]
- Danemark contre Norvège[104]
- Espagne contre Italie[105],[106]
- Espagne contre Portugal[51]
- Portugal contre Pays-Bas
- France contre Angleterre
- France contre Allemagne
- France contre Italie
- France contre Belgique
- Grèce contre Turquie
- Hongrie contre Roumanie[107],[108],[109],[110],[111]
- Irlande du Nord contre Irlande[112]
- Pologne contre Allemagne
- Pologne contre Russie[113],[114],[115],[116],[117]
- République tchèque contre Slovaquie
- Russie contre Ukraine
- Serbie contre Bosnie-Herzégovine
- Suède contre Danemark

### Inter-Continent
- Allemagne contre Algérie[118],[119]
- Allemagne contre Argentine[120]
- Argentine contre Angleterre[121]
- France contre Algérie[122],[123]
- France contre Brésil[124]
- France contre Argentine
- Italie contre Brésil - Derby mondial/Clasico mondial[125],[126],[127],[128]
- Turquie contre Tunisie
- Argentine contre Pays-Bas - En 2022, ces deux nations ont menées un match très tendu avec de nombreux cartons qui a mené à une bagarre générale. Ce match sera appelé "La bataille de Lusail"